# 飾妝背斜眼䲁
飾妝背斜眼䲁（學名：Notoclinops segmentatus），為輻鰭魚綱䲁形目三鰭䲁科背斜眼䲁屬的一個種，分布於西南太平洋紐西蘭海域，深度0至40公尺，本魚體延長，虹膜輛藍色，頭部和身體呈粉紅色，頭部有淡棕色線條，身體上有九條均勻分佈的紅棕色垂直條紋，背鰭呈粉紅色，有一條水平的細無色條紋，背鰭硬棘20-23枚、背鰭軟條10-13枚、臀鰭硬棘1枚、臀鰭軟條24-25枚，體長可達4.4公分，成魚棲息在碎石、陡峭岩壁有珊瑚生長的水域，以片腳類及小型甲殼類為食，會協助清除大型魚類身上的寄生蟲，雌魚產附著性卵在藻類築的巢，雄魚會守護卵，幼魚為浮游性，生活習性不明。